# Рахтанов, Исай Аркадьевич
Исай Аркадьевич Рахтанов (настоящая фамилия Лейзерман; 28 апреля (11 мая) 1907, Харбин — 1979, Москва) — русский советский писатель.

## Биография
Родился в семье врача. Детство провёл в Китае. В 1923 приехал в СССР.
До 1932 учился в Ленинградском институте истории искусств.
Скончался в Москве в 1979 году, похоронен на Ваганьковском кладбище (закрытый колумбарий).

## Творчество
Печататься начал с 1929.
В ранних произведениях ощутима тяга к авантюрно-приключенческим сюжетам, основанным, однако, на документальных материалах: рассказ «Доктор Руссель» (1929), повесть «Бешеные мужики» (1935; в соавт. с Н. Абрамовым).
Ряд произведений написал для детей и юношества, в которых использовал свои заграничные наблюдения. В живой увлекательной форме показал своеобразное преломление классовой борьбы в среде детей разных национальностей — американцев, русских, китайцев. Среди них, повесть «Чин-Чин-Чайнамен и Бонни Сидней» (1931) — об американской школе-пансионе в Китае. Книга очерков «Кукисвумчёрр» (1932) — о строительстве химкомбината в Хибинах; повести «Амангельды Иманов» (1938); «Потомки Маклая» (1954) — о ленинградском школьнике, сделавшем один из первых шагов к расшифровке древней письменности острова Пасхи. В своих произведениях стремился передать бодрые и радостные настроения советской молодёжи.
В рассказах для взрослых писал о проблемах личной жизни («Чистая любовь», «Последняя ночь любви»). И. Рахтанов разрабатывал новеллистический жанр. Рассказы его сюжетны, язык живой и образный. Характерными свойствами его произведений являются остроумные приёмы характеристик, оригинальные ситуации.
Популяризатор науки.
Автор многих книг-воспоминаний. Его перу принадлежит серия портретов-воспоминаний о В. Маяковском, Э. Багрицком, С. Маршаке, Ю. Олеше, А. Волкове и др., которая составила книгу «Рассказы по памяти» (1966).
Написал также несколько произведений на спортивные темы: «Книга для болельщиков» (1940), «Высший класс» (1948) и др. Выступал также со статьями и очерками по вопросам детской литературы, в частности о журнале «Чиж».

## Избранные публикации
- Кукисвумчерр (Хибины), 1932;
- И. Рахтанов. Прерванный разговор. — Комсомольская правда, 74 (5476) (30 марта). — Типография газеты "Правда" имени Сталина, 1943. — С. 2.
- Рахтанов И. А. Годы учения. — М.: Советский писатель, 1958.
- Воспоминания о Е. Л. Шварце (в соавт., 1966)
- Пестрая книга, (Послеслесловие Л. Кассиля), М., 1967;
- Притягательный мир подробностей (об Алисе Порет, 1968);
- Бичи (рассказ), опубликован в книге: Дружище Тобик: рассказы о собаках / составитель А. С. Комиссарова ; художник Г. Никольский. — М.: Детская литература, 1987. — 205 с. — (Библиотечная серия). — 150 000 экз.;
- Рассказы по памяти. — М.: Детская литература, 1971.
- Призрак Мими.